# Richard Rudolf Klein
Richard Rudolf Klein (* 21. Mai 1921 in Nußdorf/Pfalz; † 17. Dezember 2011 in Glashütten (Taunus)) war ein deutscher Musiker, Komponist und Hochschullehrer. Die Vielzahl seiner Kompositionen umfasst unterschiedliche Genres wie Kinder- und Kirchenlieder, Bühnen- und Orchestermusik, Kammer- und Instrumentalkonzerte sowie Kammermusik.

## Leben und Werk
Klein besuchte zunächst das humanistische Gymnasium in Landau. Während dieser Zeit lernte er das Musizieren auf dem Klavier, der Violine und der Viola. Später begann er das Spiel auf der Trompete und der Orgel zu erlernen. Sehr früh begann er damit, zu komponieren. Als Jugendlicher dirigierte er anlässlich von Schul- und Gedenkfeiern eigene Werke im Schulorchester; als Vierzehnjähriger spielte Klein 1935 beim damaligen Rundfunk-Sender Kaiserslautern (1926–1945) eigene Werke für Klavier und Lieder. Nach dem Abitur im Kriegsjahr 1940 wurde er zum Wehrdienst eingezogen. 1943 wurde er in Kämpfen schwer verwundet und verlor in Folge ein Bein durch Amputation. Er musste dadurch von seinem eigentlichen Berufswunsch, Dirigent zu werden, Abstand nehmen. Aufgrund der schweren Kriegsverletzung musste er nicht länger am Krieg teilnehmen und konnte daher ab 1944 in Trossingen Musik studieren. Von 1946 bis 1948 führte er sein Studium an der Musikhochschule Stuttgart weiter.
Zu seinen Lehrern zählten Hans Brehme (Klavier), Wolfgang Fortner (Komposition), Hans Grischkat, Karl Münchinger und Bertil Wetzelsberger (Dirigieren) sowie Philipp Mohler (Komposition).
Im Jahr 1948 erlangte Klein die Künstlerische Reife in Dirigieren und Komposition und erhielt im Alter von 27 Jahren als einer der Jüngsten einen Lehrauftrag für Tonsatz an der Musikhochschule Stuttgart. Im Jahr darauf, 1949, wurde er Dozent für Musiktheorie an der Nordwestdeutschen Musikakademie in Detmold. Zwischen 1948 und 1950 nahm er parallel zu seinem Lehrauftrag ein Privatstudium der Zwölftontechnik bei Wolfgang Fortner auf.
In der Zeit von 1960 bis 1984 lehrte er Komposition, Formenlehre, Partitur- und Generalbass-Spiel an der Musikhochschule Frankfurt am Main, ab 1965 als Professor. Klein lebte in Schloßborn. Von 1985 bis 1996, also bis zu seinem 75. Lebensjahr, lehrte Klein an Dr. Hoch’s Konservatorium in Frankfurt am Main.
Über einen Zeitraum von vier Jahrzehnten war Klein freier Musik-Lektor des Fidula-Verlages.
Richard Rudolf Klein war evangelisch, verheiratet mit der Geigenlehrerin Anneliese Klein, geborene Schühle, und hatte drei Kinder (Susanne, Anette und Tobias Klein).

## Engagement
Klein hat sich in einer Vielzahl von Musikprojekten engagiert, er war beispielsweise zusammen mit den Sängerinnen Agnes Giebel und Margit Neubauer sowie den Violinisten Alois Kottmann und Boris Kottmann in der Jury des internationalen Alois-Kottmann-Preises für klassisches Violinspiel aktiv.

## Auszeichnungen
- Kunstpreise:
  - Bonn (1954)
  - Stuttgart (1956)
  - Rheinland-Pfalz (1965)
- 2001: Verdienstorden am Bande des Landes Hessen[7]

## Werke
- Kammeroper Nachtvögel
- Sinfoniae sacrae
- Psalmen
- weltliche Kantaten
- drei Orchesterpartien
- sechs Kammerkonzerte
- Klavier-, Kammer-, Chor- und Spielmusik
- Advent-Kantate für Kinder, darin eine Melodie zu Wir sagen euch an den lieben Advent